# Cupido regina
Cupido regina är en fjärilsart som beskrevs av Kirby 1889. Cupido regina ingår i släktet Cupido och familjen juvelvingar. Inga underarter finns listade i Catalogue of Life.